# ديوي جاكسون
ديوي جاكسون (بالإنجليزية: Dewey Jackson)‏ هو قائد فرقة ‏ أمريكي، ولد في 21 يونيو 1900 في سانت لويس في الولايات المتحدة، وتوفي بنفس المكان في 1994.

## وصلات خارجية
- ديوي جاكسون على موقع ميوزك برينز (الإنجليزية)
- ديوي جاكسون على موقع أول ميوزيك (الإنجليزية)
- ديوي جاكسون على موقع ديسكوغز (الإنجليزية)